# My Wave
Singles de Soundgarden
Black Hole Sun
(1994) Fell on Black Days
(1994)
My Wave est la seconde piste de l'album Superunknown du groupe grunge Soundgarden. Elle fut sortie en single uniquement en Australie.

## Charts
| Chart                  | Durée du classement | Position | Date             |
| ---------------------- | ------------------- | -------- | ---------------- |
| Mainstream Rock Tracks | 19 semaines         | 11e      | 17 décembre 1994 |
| Alternative Songs      | 9 semaines          | 18e      | 19 novembre 1994 |
| ARIA Charts            | 1 semaine           | 50e      | 27 novembre 1994 |
| RPM Top Singles        | 6 semaines          | 66e      | 5 décembre 1994  |
| RMNZ Singles Top40     | 1 semaine           | 46e      | 15 janvier 1995  |